# Гоце-Делчев (община)
Гоце-Делчев (болг. Община Гоце Делчев) — община в Болгарии. Входит в состав Благоевградской области. Население составляет 33 208 человек (на 15 мая 2008 года).
Административный центр — город Гоце-Делчев, расположен в 105 км от областного центра — Благоевграда и в 203 км от столицы — города София.
Площадь территории общины — 315,8 км². Граничит:
- на западе с общиной Сандански;
- на севере с общиной Разлог;
- на востоке общиной Гырмен;
- на юге общиной Хаджидимово.

Кмет (мэр) общины Гоце-Делчев — Владимир Крыстев Москов (коалиция в составе 4 партий: Национальное движение «Симеон Второй» (НДСВ), Болгарская социал-демократия (БСД), Болгарская социалистическая партия (БСП) и Политическое движение социал-демократов (ПДСД)) по результатам выборов.

## Состав общины
В состав общины входят следующие населённые пункты:
1. Баничан
2. Борово
3. Брезница
4. Буково
5. Господинци
6. Гоце-Делчев
7. Делчево
8. Добротино
9. Драгостин
10. Корница
11. Лыжница
12. Мусомишта
13. Средна